# Quintana
Quintana este un oraș în São Paulo (SP), Brazilia.